# Ližnjan
Ližnjan (italienisch Lisignano) ist ein Dorf in der Gespanschaft Istrien, Kroatien. Die Gemeinde hat laut Volkszählung 2021 4087 Einwohner. Ližnjan/Lisignano liegt an der südlichsten Spitze Istriens nahe Pula/Pola. Erstmals erwähnt wurde Ližnjan/Lisignano im Jahre 990.

## Fraktionen
| - Valtura (Valtura) - Jadreški (Giadreschi) - Ližnjan (Lisignano) - Muntić (Monticchio) - Šišan (Sissano) |

## Veranstaltungen in Liznjan
- Klupska gara – 18. April: Unterwasserfischenwettbewerb
- Šišan / Sissano – 11. Juni: gastronomisches und kulturelles Festival
- Ližnjanska noć / Notte di Lisignano (Ližnjan in der Nacht) – 4. August: Volksfest
- Velika Gospa (Maria Himmelfahrt) – 15. August: kirchliches Fest[1]